# Laurent Franconi
Laurent Franconi, né à Rouen le 1er mars 1776 et mort à Paris le 14 mai 1849, est un écuyer, maître d'équitation, entrepreneur de spectacle, et directeur de théâtre français. 

## Biographie
Laurent Franconi est le second fils de Antonio Franconi, écuyer et directeur de spectacles, et le frère de Henri Franconi, son cadet, écuyer et auteur dramatique, directeur de spectacles également. Avec Henri, il s'installe au Couvent des Capucines, dit Jardin d'Apollon, qui regroupe de nombreuses attractions, à Paris, en 1802, pour présenter des spectacles d'exercices équestres au Manège Franconi. 
Contraints de quitter les lieux lors du percement de la rue Napoléon en 1806, les deux frères partent en tournée, le temps que leur nouvel établissement, rue du Mont Thabor, près des Tuileries, soit construit. Ils inaugurent le Cirque-Olympique en 1807. Ils s'installent en 1816, rue du Faubourg du Temple et dirigent le dorénavant nommé Théâtre du Cirque Olympique. En 1826, un incendie dévastateur détruit la totalité de leur établissement. Une large souscription est lancée et il reconstruise leur théâtre boulevard du Temple en créant une société en commandite. Propriétaires, ils placent à la direction Adolphe Franconi, Ferdinand Laloue et Geoffroy Villain de Saint-Hilaire jusqu'en 1830, date où une première faillite les conduit à reprendre la direction. En 1836, une deuxième faillite les contraint à abandonner toute participation à la direction. 
Laurent, avec Henri, s'associe alors avec les écuyers Pellier et Baucher dans une entreprise pour ouvrir un cirque au Pecq près de Saint-Germain. Celle-ci est un échec et au regard de la faillite de 1836, ils n'ont plus le droit d'ouvrir un établissement dans Paris. Les deux frères ne sont donc plus à la tête d'aucun établissement à compter de cette date. Laurent Franconi reste cependant très actif en piste et dans les cercles équestres. 
Laurent est réputé « l’un des plus habiles écuyers qu’il y ait eu jusqu’à ce jour » [1830] et grâce à qui « depuis environ trente ans l’art de dresser les chevaux a été porté à son plus haut degré de perfection ». 
C'est lui qui enseigne l'équitation aux fils du roi Louis-Philippe. Tandis que d'autres écuyers du Cirque Olympique les forment à la voltige, c'est Laurent Franconi, désigné professeur des Princes par un brevet du roi, qui apprend les principes de Haute école au prince de Joinville (1818-1900), au duc de Nemours (1814-1896) et au duc d’Orléans (1810-1842). 
Laurent Franconi est aussi admiré pour ses facultés de dresseur de chevaux. « Il y a autant de différence entre un cheval dressé par [Laurent] Franconi, et un cheval qui n’a que son instinct naturel, qu’il y a entre un homme élevé à la cour, et un paysan qui n’a (sic) jamais sorti de son village ».
Ses méthodes sont douces et respectueuses des chevaux : « C’est que le plus habile écuyer de l’Europe, [Laurent] Franconi, a acquis, par une longue expérience et par l’étude, une profonde connaissance des mœurs du cheval : c’est ainsi qu’avec de la patience, il a obtenu par l’adresse ce que nous n’avions pu obtenir que par la force ». 
Laurent Franconi meurt du choléra, comme son frère Henri, la même année, en 1849. Il est inhumé au cimetière du Père-Lachaise. 
Son fils, Victor Franconi, est également un écuyer renommé. Il rédige plusieurs traités, crée et dirige l'Hippodrome de l'Etoile en 1845, crée l'Hippodrome à New York et dirige le Cirque d'Hiver de 1870 à 1897.

### Famille
En 1803, il épouse Catherine Cousi (1784-1816), écuyère, avec laquelle il a trois enfants : Émilie (1808-1819), Henry (1809-1817), Victor (1811-1897).